# OnlyOffice
OnlyOffice（旧TeamLab）は、ONLYOFFICEと表記されている自由ソフトウェアのオフィススイートであり、コラボレーションアプリケーションのエコシステムである。テキスト文書、スプレッドシート、プレゼンテーション、フォーム、PDFのオンラインエディタと、ルームベースのコラボレーションプラットフォームが特徴である。
OnlyOfficeは、SaaSとして、またはプライベートネットワーク上に展開するためのインストールとして提供される。システムへのアクセスは、プライベートなオンラインポータルを通じて提供される。

## 海外版
各国のOnlyOfficeの海外版には以下のようなものがある：
- オーストラリアの全国研究教育ネットワークであるAARNetによるCloudStor Online共同文書は、OnlyOfficeのオフィス・スイートをベースにしていた[2]。CloudStorは2023年12月にAARNetによって廃止された[3]。

- チェコでは、OnlyOfficeは、M365やGSuiteに代わるチェコのソリューション、IceWarpの一部として販売されている[4]。

- OnlyOfficeスイートとJalios JPlatform（フランス）の統合により、ユーザーはJaliosプラットフォームからオンラインでテキスト文書、スプレッドシート、プレゼンテーションを作成し、共同編集することができる[5]。

- 暗号化されたオフィススイートCryptPad（フランス）内の文書、プレゼンテーション、スプレッドシートのエディタは、OnlyOfficeの統合である[6]。

- OnlyOfficeは、ドイツのバイエルン州で開始された学校生活におけるデジタルサポートのためのプラットフォーム、ByCS（BayernCloud Schule）で使用されている[7]。

- 日本のファイル共有・検索システム開発会社である株式会社鉄飛テクノロジーは、OnlyOfficeをFileBlogという企業向け検索エンジンに統合した[8]。

- OnlyOfficeのテキスト文書、表計算、プレゼンテーションエディタは、ロシアではR7-Officeとして販売されている[9]。

- Infomaniak社（スイス）は、OnlyOfficeを自社ブランドのkDriveスイートに統合し、ユーザーにオフィス文書の編集機能を提供している[10]。

- PDFFiller (USA)は、ネイティブのOnlyOffice Documents PDFエディタを提供している[11]。

## OnlyOffice Docsの統合
OnlyOffice Docsは、他の共有プラットフォーム、CMS、LMSソリューションに統合することができる。
| コネクタ          | コネクタの開発元                         | API / WOPI 統合 | 言語                                             | ライセンス       | 最新版 | Features                         | Features         | Features | Features         | Features             |
| コネクタ          | コネクタの開発元                         | API / WOPI 統合 | 言語                                             | ライセンス       | 最新版 | 編集可能なファイル形式           | コラボレーション | JWT      | 内蔵モバイル統合 | 内蔵デスクトップ統合 |
| ----------------- | ---------------------------------------- | --------------- | ------------------------------------------------ | ---------------- | ------ | -------------------------------- | ---------------- | -------- | ---------------- | -------------------- |
| Alfresco          | Ascensio System SIA                      | + / -           | Java, Javascript, FreeMarker                     | GNU AGPL v3.0    | 5.1.1  | OOXML, ODF, DOCXF, OFORM, その他 | Yes              | Yes      | N/A              | No                   |
| Chamilo           | Ascensio System SIA                      | + / -           | PHP                                              | Apache 2.0       | 1.2.0  | OOXML, DOCXF, OFORM              | Yes              | Yes      | No               | No                   |
| Confluence        | Ascensio System SIA                      | + / -           | Java, JavaScript, CSS, Closure Templates         | Apache 2.0       | 3.1.0  | OOXML, ODF, DOCXF, OFORM, その他 | Yes              | Yes      | No               | No                   |
| HumHub            | Ascensio System SIA                      | + / -           | PHP, JavaScript, Shell                           | GNU AGPL v3.0    | 2.4.0  | OOXML, ODF, DOCXF, OFORM, その他 | Yes              | Yes      | No               | No                   |
| Jira              | Ascensio System SIA                      | + / -           | Java, JavaScript, CSS                            | Apache 2.0       | 1.1.0  | OOXML, DOCXF, OFORM              | Yes              | No       | No               | No                   |
| Liferay           | Ascensio System SIA / SMC TREVISO S.R.L. | + / -           | Java                                             | Apache 2.0       | 2.1.0  | OOXML, DOCXF, OFORM              | Yes              | Yes      | No               | Yes                  |
| Moodle            | Ascensio System SIA / Logic Expertise    | + / -           | PHP, JavaScript, Moustache, CSS                  | Apache 2.0       | 2.1.0  | OOXML, ODF, DOCXF, OFORM, その他 | Yes              | No       | No               | No                   |
| Nextcloud         | Ascensio System SIA                      | + / -           | PHP, JavaScript, CSS, HTML                       | Apache 2.0       | 7.3.2  | OOXML, ODF, DOCXF, OFORM, その他 | Yes              | Yes      | Yes              | Yes                  |
| Nuxeo             | Ascensio System SIA                      | + / -           | Java, HTML, FreeMarker                           | Apache 2.0       | 2.0.0  | OOXML, DOCXF, OFORM              | Yes              | No       | No               | No                   |
| ownCloud          | Ascensio System SIA                      | + / -           | JavaScript, PHP                                  | Apache 2.0       | 7.3.3  | OOXML, ODF, DOCXF, OFORM, その他 | Yes              | Yes      | Yes              | Yes                  |
| Plone             | Ascensio System SIA                      | + / -           | Python, RobotFramework, CSS, Shell               | Apache 2.0       | 2.1.1  | OOXML, DOCXF, OFORM              | Yes              | Yes      | No               | No                   |
| Redmine           | Ascensio System SIA                      | + / -           | Ruby, HTML, JavaScript, CSS                      | Apache 2.0       | 1.1.0  | OOXML, DOCXF, OFORM              | Yes              | No       | No               | No                   |
| SharePoint        | Ascensio System SIA                      | + / +           | C#, ASP.NET, PowerShell, CSS, Gherken, Batchfile | GNU AGPL v3.0    | 2.1    | OOXML                            | Yes              | No       | No               | No                   |
| Agorum            | Agorum® Software GmbH                    | + / -           | N/A                                              | N/A              | N/A    | OOXML, ODF, DOCXF, OFORM, others | Yes              | N/A      | No               | No                   |
| CommuniGate       | CommuniGate Systems                      | + / -           | N/A                                              | N/A              | N/A    | OOXML                            | No               | N/A      | No               | No                   |
| Enaio             | ECMind GmbH                              | + / -           | N/A                                              | プロプライエタリ | N/A    | N/A                              | Yes              | N/A      | No               | No                   |
| eXo Platform      | eXo                                      | + / -           | Java, JavaScript, CSS                            | GNU AGPL v3.0    | 2.3.0  | OOXML                            | Yes              | Yes      | No               | No                   |
| Jalios            | Jalios                                   | + / -           | N/A                                              | プロプライエタリ | 1.3.1  | DOC, XLS, PPT                    | Yes              | N/A      | No               | No                   |
| Maarch Courrier   | Maarch                                   | + / -           | N/A                                              | N/A              | N/A    | N/A                              | N/A              | N/A      | No               | No                   |
| OpenOLAT          | Frentix GmbH                             | + / -           | N/A                                              | N/A              | N/A    | N/A                              | Yes              | N/A      | No               | No                   |
| Pintexx Workplace | Pintexx GmbH                             | + / -           | N/A                                              | プロプライエタリ | N/A    | N/A                              | N/A              | N/A      | No               | No                   |
| PowerFolder       | PowerFolder                              | + / -           | N/A                                              | プロプライエタリ | N/A    | N/A                              | N/A              | N/A      | No               | No                   |
| Pydio             | Pydio                                    | + / -           | N/A                                              | プロプライエタリ | N/A    | OOXML, ODF, DOCXF, OFORM, others | Yes              | N/A      | No               | Quasaro app support  |
| Quasar            | StieCon IT-Consulting GmbH               | + / -           | N/A                                              | N/A              | N/A    | N/A                              | N/A              | N/A      | No               | No                   |
| Seafile           | Seafile Ltd                              | + / -           | N/A                                              | N/A              | N/A    | N/A                              | Yes              | Yes      | No               | Yes                  |
| Talkspirit        | Talkspirit                               | + / -           | N/A                                              | N/A              | N/A    | N/A                              | Yes              | N/A      | No               | No                   |
| WebWeaver         | DigiOnline GmbH                          | + / -           | N/A                                              | N/A              | N/A    | OOXML, ODF, DOCXF, OFORM, others | Yes              | N/A      | No               | No                   |
| WeDoc             | Jamespot                                 | + / -           | N/A                                              | プロプライエタリ | N/A    | N/A                              | Yes              | N/A      | No               | No                   |
| XWiki             | XWiki SAS                                | + / -           | JavaScript                                       | LGPL 2.1         | N/A    | OOXML                            | Yes              | No       | No               | No                   |
| FileCloud         | CodeLathe Technologies Inc               | - / +           | N/A                                              | プロプライエタリ | N/A    | OOXML                            | Yes              | N/A      | No               | No                   |
| OpenKM            | Open Document Management System S.L.     | - / +           | N/A                                              | GPL v2           | N/A    | OOXML                            | Yes              | N/A      | No               | No                   |
| Drupal            | Ascensio System SIA                      | - / +           | PHP, Twig, JavaScript                            | GPL v2           | 1.0.5  | OOXML, ODF, DOCXF, OFORM, others | Yes              | Yes      | No               | No                   |
| OpenKM            | Ascensio System SIA                      | - / +           | Python, JavaScript, HTML                         | GNU AGPL v3.0    | 1.0.0  | OOXML, ODF, DOCXF, OFORM, others | Yes              | Yes      | No               | No                   |
| OpenKM            | Ascensio System SIA                      | - / +           | JavaScript                                       | MIT              | 1.1.0  | OOXML, ODF, DOCXF, OFORM, others | Yes              | Yes      | No               | No                   |
| Pipedrive         | Ascensio System SIA                      | + / -           | Go, TypeScript                                   | Apache 2.0       | 1.0    | OOXML, ODF, DOCXF, OFORM, others | Yes              | Yes      | No               | No                   |
| Box               | Ascensio System SIA                      | + / -           | Go, HTML, Makefile                               | Apache 2.0       | 1.0.1  | OOXML, ODF, DOCXF, OFORM, others | Yes              | Yes      | No               | No                   |
| Mattermost        | Ascensio System SIA                      | + / -           | Go, TypeScript, Makefile, SCSS, HTML, JavaScript | Apache 2.0       | 1.1.3  | OOXML, ODF, DOCXF, OFORM, others | Yes              | Yes      | No               | No                   |
| Odoo              | Ascensio System SIA                      | + / -           | Python, JavaScript, HTML, SCSS                   | LGPL-3.0         | 2.0.0  | OOXML, ODF, DOCXF, OFORM, others | Yes              | Yes      | No               | No                   |
| Strapi            | Ascensio System SIA                      | + / -           | JavaScript, Shell                                | MIT license      |        | OOXML, ODF, DOCXF, OFORM, others | Yes              | Yes      | No               | No                   |
| WordPress         | Ascensio System SIA                      | + / -           | PHP, JavaScript, CSS                             | GPL-2.0          |        | OOXML, ODF, DOCXF, OFORM, others | Yes              | Yes      | No               | No                   |

## 所有権
ラトビアを拠点とするOnlyOfficeの所有者Ascensio System SIAは、ロシアを拠点とするNew Communication Technologiesの子会社であった。ロシアを標的にしたEUの経済制裁により、OnlyOfficeの商用版を使用していたヨーロッパの組織は使用を禁止されていた。
2023年8月、OnlyOfficeは組織の再編を発表した。この再編により、Ascensio System SIAは英国に拠点を置くAscensio System Ltdに完全に統合され、さらにAscensio System LtdはOnlyOffice Capital Group Pte. Ltdに完全に統合された。持ち株会社を登記した背景には、既存の支店を全てOnlyOfficeブランドの下に統合する必要があったからである。OnlyOffice Capital Group Pte. Ltd.の受益者は、ACRA（シンガポール企業の登記機関）の登記簿に掲載されている。

## OnlyOffice Docs
OnlyOfficeには、OnlyOffice Docsと呼ばれるオンライン編集スイートが含まれている：
- テキスト文書エディタ（スタイル設定および書式設定ツール、オブジェクト、目次、しおり、文書比較、メールマージなど）
- スプレッドシートエディタ（400以上の関数と数式、表テンプレート、名前付き範囲、チャート、方程式、ピボットテーブル、条件付き書式設定、マクロなど）
- プレゼンテーションエディタ（書式設定ツール、オブジェクト、スタイルオプション、トランジション、アニメーション、プレゼンターモード）
- PDFエディタ（ハイライト、アンダーライン、クロスアウトを含むテキスト注釈、コメント、フリーハンド描画）。
- フォームの作成＆記入ツール（複数の記入可能フィールド、拡張フィールドプロパティ、PDFへのエクスポート）

エディタでは、リアルタイムと段落ロックの2つの共同編集モードが利用できる。コミュニケーションツールには、コメント、チャット、Zoom、Jitsi、Rainbowプラグインがあり、音声通話やビデオ通話ができる。エディタには、リビジョン履歴や変更追跡機能もある。
ハノーバーで開催されたCeBIT 2012で、OnlyOffice Docsの前身であるTeamlab Document Editorのベータ版が発表された。この製品は、HTML5の一部であるCanvasを使用して構築されており、2D図形やビットマップ画像の動的でスクリプト可能なレンダリングを可能にしている。
OnlyOffice Docs が使用する基本フォーマットは、OOXML（DOCX、XLSX、PPTX）と DOCXF、OFORM である。その他のサポートされているフォーマット（ODT、DOC、RTF、EPUB、MHT、HTML、HTM、ODS、XLS、CSV、ODP、PPT、DOTX、XLTX、POTX、OTT、OTS、OTP、XML、XPS、DjVu、PDF-A）は、編集が可能な場合、DOCX、XLSX、PPTXへの内部変換で処理される。
スイートの機能は、プラグイン（サイド・アプリケーション）を使って拡張できる。ユーザーは、既存のプラグインのリストから選択するか、提供されるAPIを使用して独自のアプリケーションを作成することができる。OnlyOffice DocsはWOPI経由での統合もサポートしている。

## OnlyOffice Docspace
OnlyOffice DocSpaceはOnlyOfficeによるクラウドコラボレーションプラットフォームで、オンラインエディタとルームベースの共有環境を兼ね備えている。
さまざまなタイプのルームを作成することができる：
- コラボレーションルームでは、ユーザーはエディタ内のすべての編集ツールにアクセスでき、どのコンテンツにも自由にアクセスできる。
- パブリックルームでは、外部リンクを介してユーザーを招待し、登録なしでファイルを閲覧させることができる。
- カスタムルームでは、ルーム管理者、パワーユーザー、閲覧者、エディタ、コメント投稿者、レビュアー、フォーム記入者などの役割を与えることができ、ルーム内のファイルへのアクセスも可能である。

DocSpaceの管理者は、様々なアクセスレベルとともに、2FAやシングルサインオン、信頼できるメールドメインやセッションの有効期間、IPアドレス制限などのオプションを含む、ログイン手順を制御し、データ漏洩を防ぐためのセキュリティ設定を調整することができる。
OnlyOffice DocSpaceは、ファイルをPDFに変換したり、音声やビデオをテキストに変換したり、draw.ioダイアグラムを作成したりすることができるシステムプラグインを提供している。独自のプラグインを作成し、接続することも可能である。
管理者は、DocSpaceをBox、Dropbox、OneDrive、Amazon S3、Google Cloud Storageなどのサードパーティーサービスと統合してバックアップを保存したり、Google、Facebook、LinkedInと統合してDocSpaceに素早くログインすることができる。
OnlyOffice DocSpaceは、SaaSおよびオンプレミスソリューションとして提供されるクラウドベースのソフトウェアである。

## OnlyOffice Workspace
OnlyOfficeのインターフェイスは、「文書」、「CRM」、「プロジェクト」、「メール」、「コミュニティ」、「カレンダー」、「チャット」というモジュールから構造されている。 このモジュールは、 OnlyOffice Groups というバンドルにまとめられており、OnlyOffice Docs とともに OnlyOffice Workspace の一部となっている。
「文書」モジュールはOnlyOfficeファイルの文書管理と共有システムである。統合されたオーディオおよびビデオプレーヤーは、OnlyOfficeに保存されたファイルからメディアを再生することができる。
「プロジェクト」モジュールは、プロジェクトの段階となる計画、チーム管理とタスクの委任、監視と報告を管理するために開発された。このモジュールには、プロジェクトのステージとタスク間の依存関係を示すガントチャートも含まれている。
「CRM」モジュールは、顧客データベース、取引、潜在的な売上、タスク、顧客関係の履歴を管理することができる。このモジュールはまた、オンライン請求と販売レポートを提供する。
「メール」モジュールは、独自ドメインのメールボックスを作成するためのメールサーバーと、複数のメールボックスを集中管理するためのメールアグリゲーターを兼ね備えている。
「カレンダー」モジュールは、個人的なイベントや企業イベントの計画や監視、プロジェクトやCRMにおけるタスクの締め切り、イベントへの招待状の送受信を可能にする。
「コミュニティ」モジュールは、投票、企業ブログとフォーラム、ニュース、注文とお知らせ、メッセンジャーなどの企業のソーシャルネットワーク機能を提供する。

## 技術
OnlyOffice Docs（Document Server）は、テキスト文書、スプレッドシート、プレゼンテーション、PDF、フォームのエディタを保持し、技術的にはHTML5 Canvas、JavaScript SDK、サーバーサイド・スクリプト用のNode.jsをベースにしている。
OnlyOffice DocSpaceは、サーバー側は.NET Coreと.NETの最新バージョン、クライアント側はReactをベースにしている。バックエンドには、С#、MySQL、Kafka、ElasticSearch、フロントエンドには、ES6、CSS/SASS、Mobx、Styled-Components、i18next、Webpack 4/5が含まれる。
OnlyOffice Workspaceは、Document Server、Community Server、Mail Serverで構成されている。Community ServerはWindowsではASP.NET、LinuxやディストリビューションではMonoで書かれている。メールサーバーは、Postfix、Dovecot、SpamAssassin、ClamAV、OpenDKIM、Fail2banで構成されるiRedMailパッケージをベースにしている。

## デスクトップ版とモバイルアプリ
OnlyOffice Desktopは、OnlyOffice編集スイートのオフラインバージョンである。このデスクトップアプリケーションは、ポータル、Nextcloud、ownCloud、kDrive、Seafile、Liferayに接続することで、共同編集機能をサポートする。個人利用、商用利用ともに無料で提供されている。
デスクトップエディタは、Windows XP以降（x86およびx64）、Debian、Ubuntu、RPMベースのLinuxディストリビューション、macOS 10.10以降（Apple Siliconで構築されたコンピュータを含む）で利用可能なクロスプラットフォームである。プラットフォーム別バージョンの他に、ポータブル版もある。Linuxでは、Flatpak、snapおよびAppImageパッケージとしてインストールできるのは、Officeデスクトップエディタのみである。
エディタはMS Office (OOXML) およびOpenDocument (ODF) フォーマットと互換性があり、DOC、DOCX、ODT、RTF、TXT、PDF、HTML、EPUB、XPS、DjVu、XLS、XLSX、ODS、CSV、PPT、PPTX、ODP、DOTX、XLTX、POTX、OTT、OTS、OTP、PDF-Aをサポートしている。
オンライン編集スイートのように、OnlyOffice Desktopの基本ツールセットはプラグインを使ってアップグレードできる。
デスクトップエディタはAGPL-3.0-onlyライセンスで配布され、個人利用および商用利用が可能である。
OnlyOfficeエディタは、iOSとAndroid用のONLYOFFICE Documentsというモバイルアプリケーションとしても利用できる。
2019年初頭、OnlyOfficeは、ブロックチェーン技術を含み、デスクトップスイートの機能に含まれる、文書のエンドツーエンド暗号化（ファイル自体、オンライン編集、コラボレーション）の開発者プレビューの開始を発表した。2020年、開発者はAES-256アルゴリズムとRSA非対称暗号に基づくPrivate Roomsを発表した。
以下のOSでは、OnlyOfficeデスクトップエディタがデフォルトで利用できる：
| 名前           | 使用可能性                 |
| -------------- | -------------------------- |
| Br OS          | プリインストールされている |
| Cutefish OS    | 公式ストアで入手できる     |
| Deepin         | 公式ストアで入手できる     |
| Escuelas Linux | プリインストールされている |
| Linkat         | プリインストールされている |
| Linspire       | プリインストールされている |
| Linux Mint     | 公式ストアで入手できる     |
| LinuxFX        | プリインストールされている |
| Manjaro        | Pamacで入手できる          |
| risiOS         | プリインストールされている |
| SparkyLinux    | プリインストールされている |
| Zorin OS       | 公式ストアで入手できる     |

## 沿革
- 2009年、レフ・バノフ氏をリーダーとするソフトウェア開発者グループが、Teamlabというプロジェクトを立ち上げた。Teamlabは、社内のチーム・コラボレーションのためのプラットフォームで、いくつかのソーシャル・コンピューティング機能（ブログ、フォーラム、ウィキ、ブックマークなど）を包含している[32]。
- 2012年3月、TeamlabはCeBITで初のHTML5ベースの文書エディタを発表した[33]。
- 2014年7月、Teamlab Officeは正式にOnlyOfficeにリブランドされ、製品のソースコードはAGPL-3.0-onlyの条件でSourceForgeとGitHubで公開された[34]。
- 2016年3月、OnlyOfficeの開発者は、Microsoft Officeのオープンソース代替品と位置づけられるデスクトップアプリケーションであるOnlyOfficeデスクトップエディタをリリースした[35]。
- 2017年2月には、ownCloud/Nextcloudとの連携アプリを発表した[36]。
- 2018年2月、OnlyOffice Desktop Editorsがスナップパッケージとして利用可能になった[37]。
- 2019年1月、OnlyOfficeはエンドツーエンドの暗号化機能のリリースを発表した[38]。
- 2019年8月、Document BuilderがAGPL-3.0-onlyのライセンスでGitHubに公開された[39]。
- 2019年11月、OnlyOfficeがAWS Marketplaceに参入した[40]。
- 2020年1月、OnlyOfficeはApp Directoryを開始した[41]。
- 2020年9月、OnlyOfficeは製品ポートフォリオを刷新し、OnlyOffice Workspace、OnlyOffice Docs、OnlyOffice Groupsを発表した。また、Groups（コラボレーションプラットフォーム）をApacheライセンスでリリースした[42]。
- 2020年10月、OnlyOfficeはHIPAAへの準拠を発表した[43]。
- 2021年9月、OnlyOfficeがWOPIに対応した[44]
- 2021年10月、OnlyOfficeがCloud Computer Insiderの金賞を受賞した。[45]。
- 2022年1月、OnlyOffice Formsを発表した。[46]
- 2023年、アルメニア（カスタマーケア部）、シンガポール（営業部）、ウズベキスタン（開発部）にオフィスを開設した[47]。
- 2023年4月、新ソリューションOnlyOffice DocSpaceをリリースした[21]
- 2023年8月、会社組織を変更し、シンガポールに持株会社を設立した。[48]。
- 2023年10月、ネイティブPDFエディタをリリースした[49]。
- 2023年10月、OnlyOfficeがCloud Computing Insider AwardsのCloud Content Management部門でプラチナ賞を受賞した[50]。

## 関連文献
- オフィススイートの比較
- コラボレーティブソフトウェア
- 共同作業ソフト一覧
- オフィススイート一覧
- プロジェクト管理ソフトウェア
- プロジェクト管理ツールの比較